# Lyon Farrell
Lyon Farrell (* 22. November 1998 in Los Angeles) ist ein neuseeländisch-amerikanischer Snowboarder. Er startet in den Disziplin Halfpipe, Slopestyle und Big Air. Zwischen 2014 und Mai 2022 startete er für den US-amerikanischen Verband, seit Mai 2022 startet er wieder für Neuseeland.

## Werdegang
Farrell nimmt seit 2012 an Wettbewerben der Ticket to Ride World Snowboard Tour und der FIS teil. Sein Debüt im Snowboard-Weltcup hatte er im Dezember 2013 in Copper Mountain und belegte dabei den 61. Platz in der Halfpipe und den 54. Rang im Slopestyle. Bei den Snowboard-Juniorenweltmeisterschaften 2014 in Chiesa in Valmalenco wurde er Vierter im Slopestyle und holte in der Halfpipe die Silbermedaille. Im folgenden Jahr errang er bei den Snowboard-Weltmeisterschaften am Kreischberg den 40. Platz in der Halfpipe. Im März 2016 siegte er bei der U.S. Revolution Tour in Seven Springs im Slopestyle und belegte bei den Juniorenweltmeisterschaften auf der Seiser Alm den 12. Platz im Big Air und den vierten Rang im Slopestyle. In der Saison 2016/17 gewann er den Slopestyle-Wettbewerb beim Europacup in Kaunertal und wurde im April 2017 US-amerikanischer Meister im Slopestyle. Zudem kam er im Slopestyle bei der US Revolution Tour in Waterville Valley auf den zweiten Platz und bei den Snowboard-Weltmeisterschaften 2017 in Sierra Nevada auf den 26. Platz im Slopestyle und auf den siebten Rang im Big Air. In der folgenden Saison triumphierte er im Slopestyle bei der US Revolution Tour in Park City und erreichte auf der Seiser Alm mit dem dritten Platz im Slopestyle seine erste Podestplatzierung im Weltcup. Er errang damit den fünften Platz im Slopestyle-Weltcup. In der Saison 2018/19 kam er dreimal unter den ersten Zehn, darunter Platz zwei im Slopestyle auf der Seiser Alm und errang damit den achten Platz im Freestyle-Weltcup und den dritten Platz im Slopestyle-Weltcup. Zudem siegte er im Slopestyle beim Spring Battle in Flachauwinkl. Beim Saisonhöhepunkt, den Snowboard-Weltmeisterschaften 2019 in Park City, belegte er den 51. Platz im Slopestyle. Im folgenden Jahr errang er bei den Winter-X-Games den 14. Platz im Slopestyle.
In der Saison 2020/21 belegte Farrell bei den Winter-X-Games 2021 den neunten Platz im Slopestyle und bei den Snowboard-Weltmeisterschaften 2021 den 13. Platz im Big Air und den 12. Rang im Slopestyle.

## Privates
Farrell lebt in Maui County auf Hawaii.

## Erfolge

### Weltmeisterschaften
- Kreischberg 2015: 40. Halfpipe
- Sierra Nevada 2017: 7. Big Air, 26. Slopestyle
- Park City 2019: 51. Slopestyle
- Aspen 2021: 12. Slopestyle, 13. Big Air
- Bakuriani 2023: 9. Slopestyle
- Engadin 2025: 19. Big Air, 26. Slopestyle

### Weltcup
- 14 Platzierungen unter den besten 10, davon 2 Podestplätze

### Europacup
- 1 Sieg

| Datum             | Ort       | Land       | Disziplin  |
| ----------------- | --------- | ---------- | ---------- |
| 26. November 2016 | Kaunertal | Österreich | Slopestyle |

### Nor-Am Cup
- 2 Podestplätze, davon 1 Sieg

| Datum            | Ort       | Land | Disziplin  |
| ---------------- | --------- | ---- | ---------- |
| 28. Februar 2018 | Park City | USA  | Slopestyle |

### Australian New Zealand Cup
- 1 Platzierung unter den besten 5

### Juniorenweltmeisterschaften
- Chiesa in Valmalenco 2014: 2. Halfpipe, 4. Slopestyle
- Seiser Alm 2016: 4. Slopestyle, 12. Big Air

### Sonstige Erfolge
- 1 Sieg bei einem FIS Wettkampf